# Église Saint-Serge-et-Saint-Vigor de Colombelles
L'église Saint-Serge-et-Saint-Vigor est une église orthodoxe située à Colombelles (Calvados), en France. Au printemps 2022, la paroisse a rejoint le vicariat Sainte-Marie-de-Paris-et-Saint-Alexis-d'Ugine qui regroupe les paroisses de tradition russe auprès de la métropole orthodoxe grecque de France, une juridiction du patriarcat œcuménique de Constantinople.
L'édifice est dédié à Serge de Radonège depuis son édification et à Vigor de Bayeux depuis 2003. Il a été construit à l'initiative d'ouvriers russes travaillant au sein de la Société métallurgique de Normandie qui le finance en partie en offrant notamment le terrain. Des financements privés permettent de terminer le projet dont la construction est assurée par les membres de la communauté orthodoxe du lieu.

## Localisation
L'église est située dans le département français du Calvados, dans la commune de Colombelles, en Normandie.

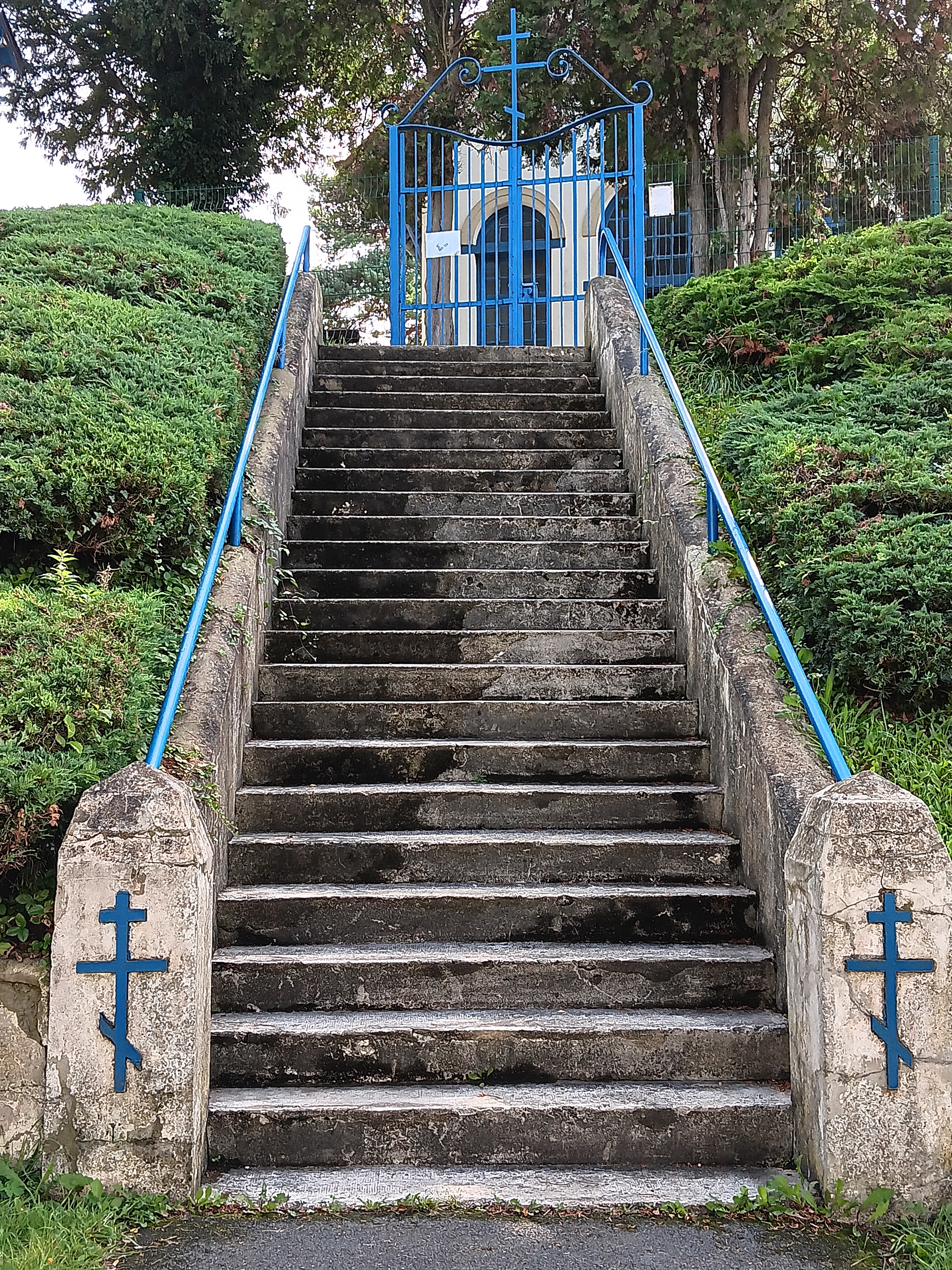
Escalier d'accès depuis la rue Raspail (2024).

Elle s'élève à mi-pente, non loin de l'Orne et du canal d'où elle est saluée à coups de corne par les cargos russes qui remontent vers le bassin de Calix[réf. nécessaire]. Elle a été édifiée à proximité de l'ancien cantonnement russe construit en 1923 pour les ouvriers célibataires dans la prairie du Bas de Colombelles, en face de la ferme Bellanger.

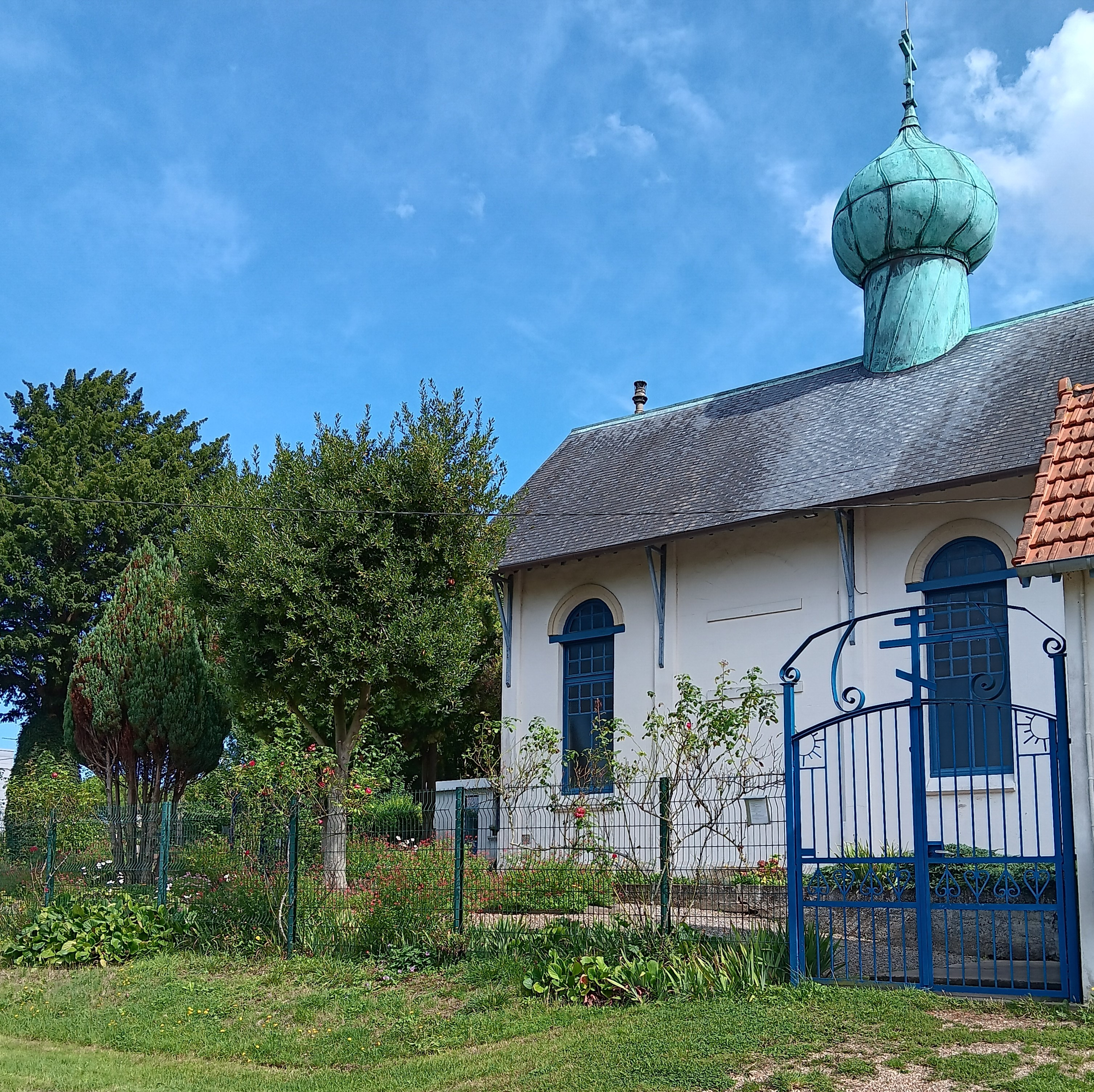
L'accès par la grille latérale (2024).

L'accès principal à l'église se fait depuis la rue Raspail par un escalier droit dont l'arrivée est marquée par une grille en fer forgé peinte en bleu dont le double battant porte la croix orthodoxe russe. Un second accès est possible par la grille latérale ouest depuis la rue Vladimir Golunski.

## Historique

### Contexte
Alors qu'elle n'était qu'un village comptant moins de 200 habitants, Colombelles voit sa population considérablement augmenter avec l'implantation d'une usine sidérurgique sur une partie du territoire de sa commune. Les directions successives font appel à de la main d'œuvre étrangère, d'abord des Chinois à partir de 1916 puis des Russes à partir de 1919.
Les premiers Russes à arriver sur le site de l'usine, le 13 février 1919, au nombre de 200, sont des militaires démobilisés. Durant la Première Guerre mondiale, une partie du Corps expéditionnaire russe en France est envoyée à l'été 1916 sur le front de Champagne. Lorsque survient la Révolution russe de 1917, des divisions éclatent dans certaines unités : les autorités françaises et les régiments russes décident alors de retirer près de 16 000 hommes du front qui sont concentrés au camp de La Courtine (Creuse). À la suite d'une mutinerie, les autorités proposent aux hommes soit un retour au front, soit un embrigadement dans des usines ou des exploitations agricoles de France. La plupart des Russes choisissent de s'enrôler dans les brigades ouvrières. C'est ainsi que le Calvados bénéficie de cette main-d'œuvre militaire. Par la suite, arrivent des anciens combattants des Armées blanches. Ces émigrés russes, recrutés sur contrat jusqu'en 1929, viennent principalement de Pologne, de Serbie, de Bulgarie et de Hongrie. Parmi eux se trouvent de très nombreux Cosaques évacués de Crimée en 1920. Ces Russes (des Slaves de diverses origines nationales) sont en grande majorité de confession orthodoxe.

### Création de la paroisse
Les premières années, le culte orthodoxe est célébré dans des locaux ordinaires et la Métropole parisienne envoie des prêtres pour les grandes fêtes, qui encouragent les fidèles à s'organiser en paroisse. Au printemps 1926, un comité paroissial provisoire de la colonie russe de la ville de Caen est constitué dont la présidence est assurée par l'ingénieur russe de l'usine sidérurgique Nicolas Grigoriev. En mai, le comité s'engage après du conseil diocésain de la Métropole à verser un traitement régulier à son futur recteur que ce dernier pourra compléter par un travail rémunéré à l'usine sur un poste de machiniste « ne nécessitant pas d'efforts physiques (...), isolé de la masse des ouvriers ». En juin, il informe le conseil diocésain qu'un logement de fonction sera attribué au prêtre permanent sur les assurances de la direction de l'usine. Le même mois, à la demande des responsables de la communauté, la SMN attribue un terrain près du cantonnement russe pour l'édification d'une église destinée à accueillir aussi les immigrés russes employés dans les autres usines et mines de la région, notamment de Dives-sur-Mer. En sus de ce don foncier, la direction de l'usine accorde une subvention de 80 000 francs pour l'édification de l'église. L'administrateur délégué des Chantiers navals français de Blainville, marié à une Russe, l'ingénieur Alfred Dhôme, fait un don de 1 000 francs, que son employeur complète par un apport de 8 000 francs. Dans ses mémoires, le métropolite Euloge mentionne aussi un don privé de 1 500 francs émanant d'un riche exploitant forestier russe vivant à Nice, Andreï Stepanovitch Tchoudinov.
Le 29 septembre 1926, le métropolite Euloge nomme le père Dimitri Troïtski premier recteur de la future église orthodoxe de Colombelles. Le 17 octobre, réunis en assemblée, les orthodoxes du site mais aussi des environs décident de fonder une paroisse. Dans l'attente de l'édification de l'église, les offices sont célébrés au cantonnement russe, dans un bâtiment annexe de l'un de ses deux restaurants, l'Iermak.

### Construction de l'église (1926-1927)
Les plans du complexe, qui copient les édifices de Saint-Pétersbourg, sont dessinés par le bureau d'études de la SMN qui met ses compétences au service du projet.
Les travaux d'édification commencent en novembre 1926 : ils sont réalisés par les Russes de l'usine en dehors de leur temps de travail sous la coordination de l'ingénieur Grigoriev, homme de confiance de la direction. Le 15 mars 1927, le père TroÏtski annonce au métropolite que l'église est achevée et que commencent ses aménagements intérieurs. Mais un conflit éclate entre le conseil paroissial et son recteur dont les activités sont jugées « trop individuelles ». Ce conflit, après divers rebondissements, ne sera réglé qu'avec l'arrivée d'un nouveau recteur, le père Iakov Ktitarev, le 1er août 1927. Initialement prévue après Pâques, la consécration de l'édifice par le métropolite Euloge a lieu le 11 décembre 1927. Le coût de la construction de l'édifice est à l'époque de 100 000 francs.

### «Âge d'or»de la paroisse (1928-1939)
Pour reprendre l'expression employée par l'historien Nicolas Ross, l'église orthodoxe de Colombelles connaîtra son âge d'or de 1928 à 1939. Sa décoration intérieure et la construction des bâtiments annexes sont achevés dans les années 1930.
Depuis 1927, la paroisse s'est constituée en association sous la dénomination « Paroisse orthodoxe russe à Colombelles », devenue depuis « Association orthodoxe Saint Serge et Saint Vigor ». Peu après son ordination, le père Michel Sokolov est nommé recteur de la paroisse le 14 octobre 1928. Marié, il est le premier recteur à y faire souche, avec la naissance de deux fils, Sergueï en 1929 et Alexeï en 1932. Très apprécié de ses ouailles et de la direction de la SMN, il veille à la bonne entente dans sa paroisse qui regroupe les ouvriers russes orthodoxes de l'usine mais aussi des orthodoxes russes ou non russes de la région normande ainsi qu'en saison, des orthodoxes parisiens en villégiature dans les stations balnéaires de la côte de Nacre. Durant cette période, seront célébrés plus de 300 baptêmes et plus de 70 mariages. Compte-tenu de l'importance accordée à la qualité du chant liturgique, un chœur est constitué en 1927 qui sera salarié à partir de 1930. Le recteur de l'église Saint-Serge dessert aussi les communautés russes orthodoxes d'Oissel près de Rouen, de la mine de La Ferrière-aux-Étangs dans l'Orne et, plus près, de Dives-sur-Mer.
À partir de 1928, l'église s'enrichit en icônes grâce aux dons notamment d'anciens combattants des Armées blanches ou de leurs veuves. L'Union cosaque locale offre deux icônes-bannières. L'année suivante, l'administration diocésaine de Paris envoie une icône de l'Annonciation et une riche paroissienne russe de la cathédrale Saint-Alexandre-Nevsky, Marianna Fedorovna Rathova-Rojnova, offre plusieurs autres icônes ainsi qu'une plachtchanitsa (ou épitaphios). Dans leur grande majorité ces icônes sont peintes par Vassili Vassilievitch Sergueïev (1877-1946), membre de l'association de peintres L'Icône, que le père Sokolov a pressenti pour le décor intérieur de l'église. Certaines icônes sont aussi dues au peintre et décorateur de théâtre Dmitri Stelletski (1875-1947) et, plus localement, à l'ingénieur Grigoriev.
En 1929, un clocher provisoire en bois est construit près de l'église pour accueillir une première cloche. Une fois les fonds réunis, un clocher en dur est édifié en 1934 avec, au rez-de-chaussée, deux pièces consacrées, dans un premier temps, à la maison paroissiale. Le 16 septembre 1934, la cloche est bénie par le métropolite Euloge. Deux ans plus tard un second bâtiment est construit pour abriter la salle de réunion de la paroisse. Dans les mêmes années, une serre est aménagée contre le mur est de l'église.

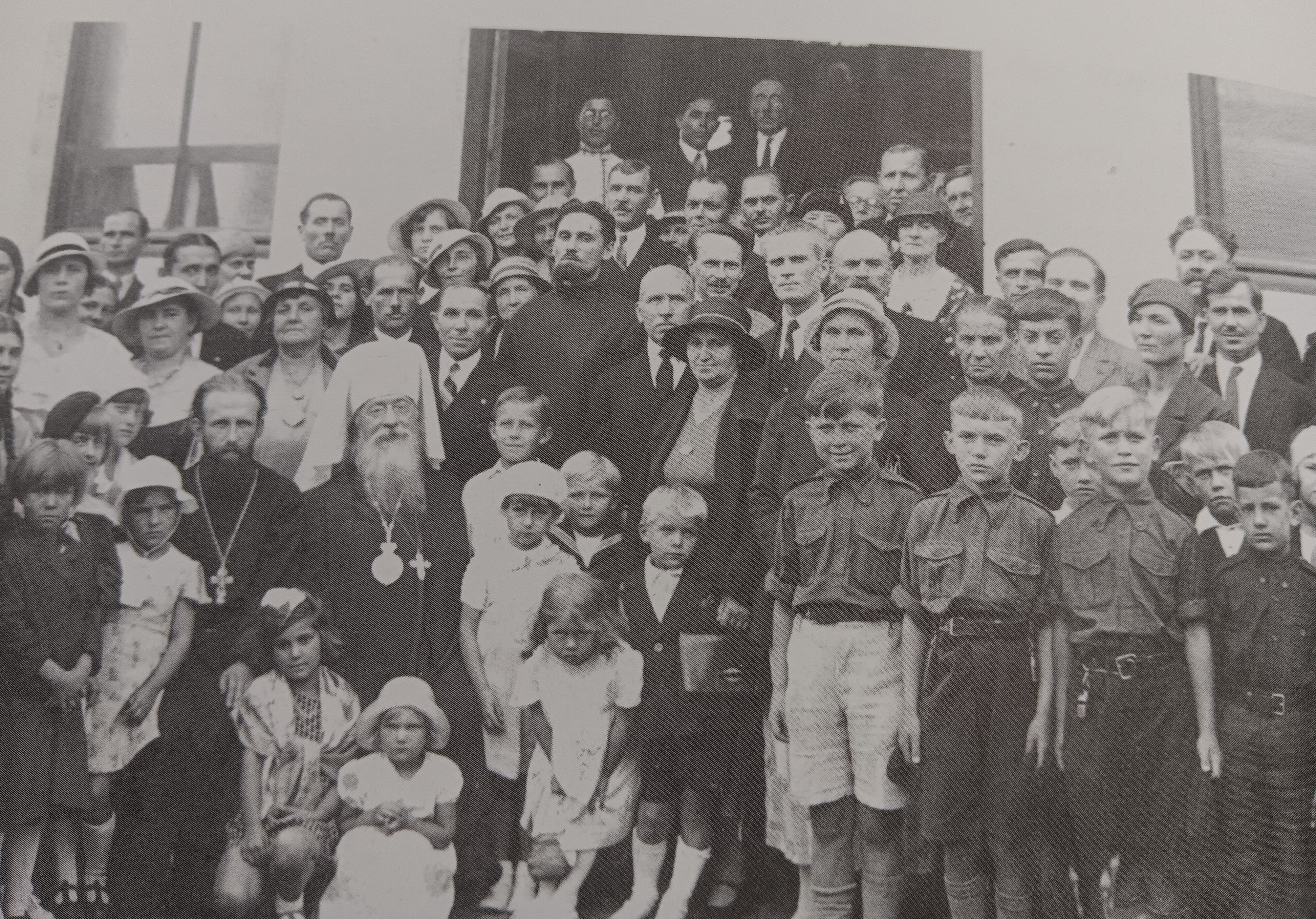
Avec le métropolite Euloge pour le 10Ème anniversaire de la paroisse (1936).

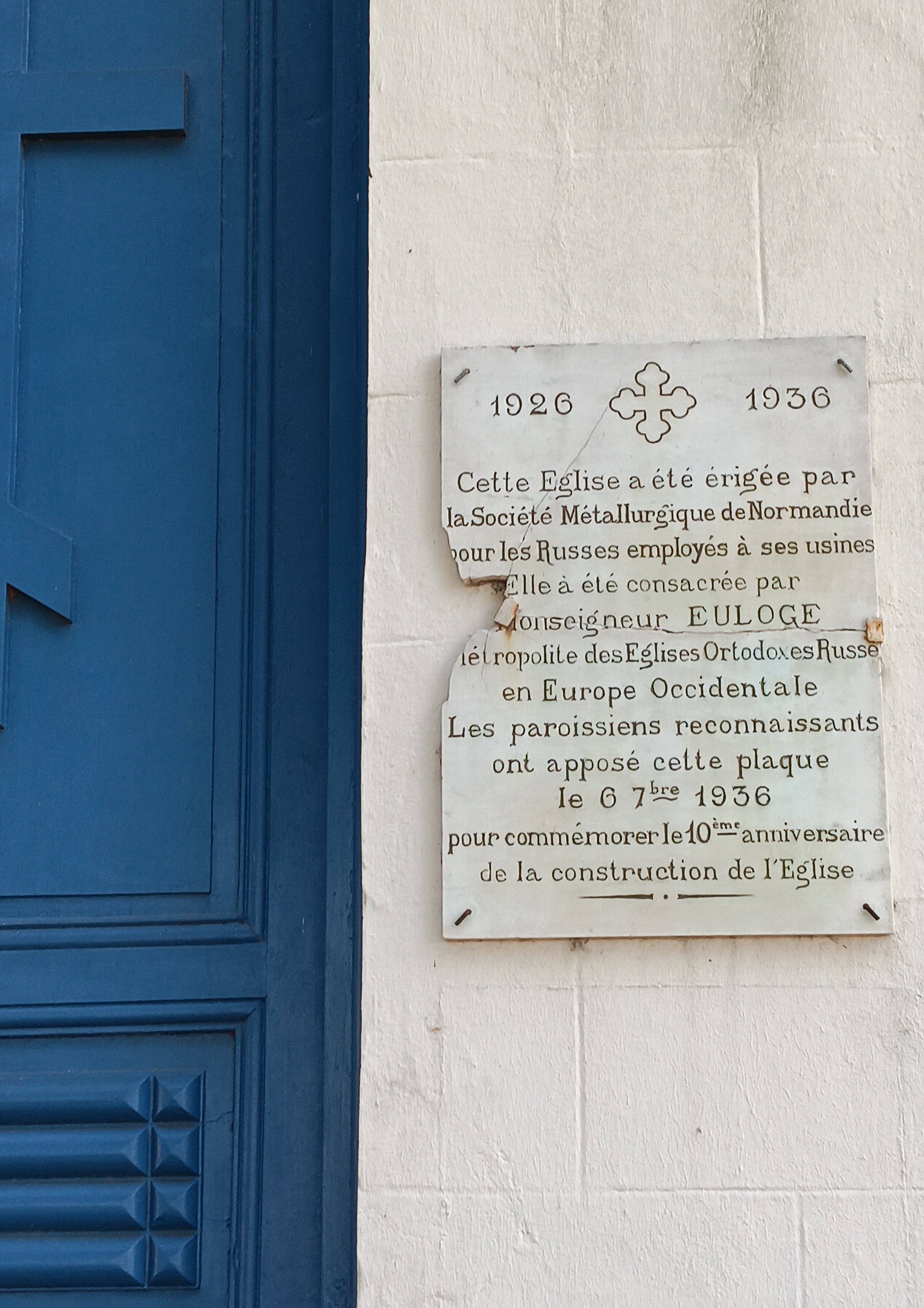
Plaque commémorative de 1936.

Le métropolite Euloge revient à Colombelles le 6 septembre 1936 pour fêter le 10e anniversaire de la création de la paroisse. C'est à cette occasion qu'une plaque commémorative est apposée à l'entrée de l'église.
En 1938, le père Sokolov envisage avec ses paroissiens la construction d'une tribune au-dessus de la porte d'entrée de l'église, pour accueillir le chœur de Saint-Serge mais avec la guerre qui éclate l'année suivante, le projet n'est pas réalisé.

### Pendant la Seconde guerre mondiale (1939-1945)
En 1941, le recteur fait part au métropolite Euloge de ses inquiétudes sur le destin des biens de l'église et notamment de ses icônes « dont le nombre dépasse déjà la centaine ». Les rares photographies prises à l'époque ne permettent pas de restituer précisément le décor intérieur de l'église. Dans ses mémoires, Euloge indique que l'icône centrale représente Serge de Radonège, entourée d'icônes plus petites représentant ses disciples, qu'elles ont été offertes par des moines de l'lnstitut Saint-Serge, amis du père Michel Sokolov et que sur le pourtour intérieur des murs figure le tropaire de saint Serge, écrit en slavon par l'ingénieur Grigoriev.
Le 30 novembre 1942, le père Sokolov est nommé recteur de l'église Saint-Séraphin-de-Sarov de Paris et lui succède le père Pavel Golychev alors simple hiéromoine, élevé higoumène en mai 1945. Il ouvre en 1943 au château de Morteaux-Coulibœuf (dans le Calvados) un centre d'évacuation pour les enfants russes des localités menacées par les bombardements alliés et la perspective d'un débarquement en Normandie. Il assure aussi des activités pastorales auprès de deux groupes de prisonniers de guerre russes se trouvant à proximité de Colombelles.
Lors de la bataille de Normandie, l'église est endommagée par les bombardements alliés alors que son recteur est parti officier à Cabourg. Selon le compte-rendu qu'en fait l'adjoint du marguillier au recteur de la paroisse le 21 juin 1944, les obus touchèrent la plate-forme en haut de l'escalier menant à l'église ainsi que son enclos. L'explosion « détruisit le clocher, abîma fortement les murs et arracha les portes de l'église ». Et « presque toutes les icônes tombèrent des murs, tout particulièrement dans le sanctuaire ». L'église s'est trouvée particulièrement exposée du fait de son emplacement, à proximité immédiate des aciéries et en surplomb du pont du bac sur l'Orne, deux objectifs stratégiques des bombardements alliés.

### Reconstruction, restaurations et protection juridique de l'église (1945-2006)
Le 18 juin 1945, le peintre Sergueïev est appelé par le métropolite Euloge à restaurer les icônes. Dans son rapport du 28 août, il indique que toutes les icônes, sans exception, ont été endommagées par des éclats d'obus et que certaines ont été entièrement détruites, que l'iconostase a tenu bon mais que quatre de ses icônes ont disparu : le Sauveur, la Mère de Dieu et les archanges Michel et Gabriel. Il se dit désespéré de ne pouvoir en restaurer un grand nombre, trop abimées, et de devoir les repeindre. Il se rend donc à Colombelles et repeint les plus grandes icônes directement sur place, dormant à même le sol dans l'église, aucun logement n'étant disponible. Un plan de travail est arrêté avec le père Golychev et son adjoint, le père Élie Mélia qui devient par la suite recteur de la paroisse. Sergueïev restaure les plus petites icônes, transportables, à son domicile, à Villemoisson dans l'Essonne. Mais le peintre meurt le 13 janvier 1946 sans avoir pu achever son programme.

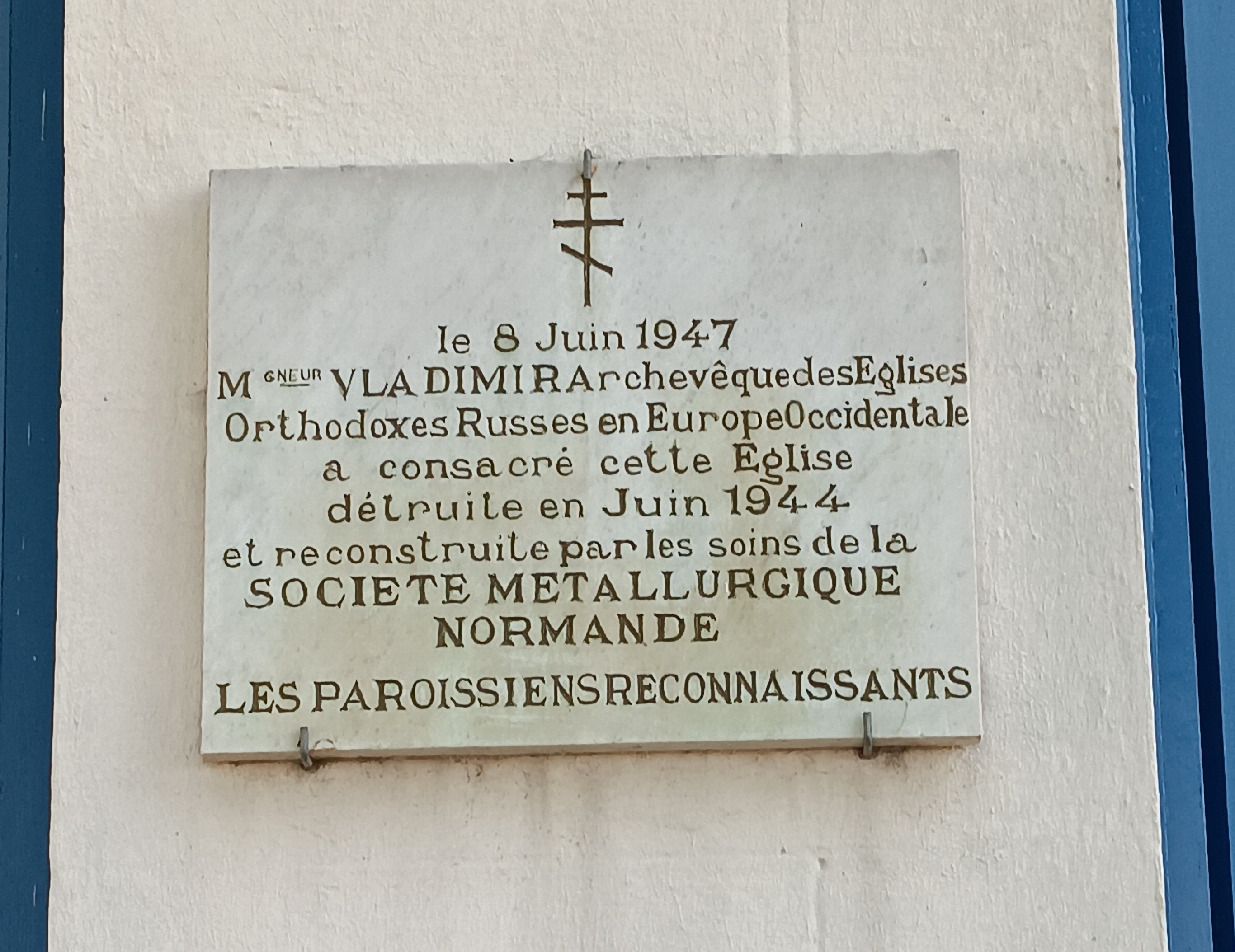
Plaque commémorative de 1947.

Les travaux sur le gros œuvre de l'église commencent en décembre 1946 : les échafaudages sont montés, les portes et les baies sont remplacées et le crépi est commencé. Mais le froid interrompt les travaux. En avril 1947, le recteur annonce aux paroissiens que le Conseil mondial des Eglises à Genève a promis un don de 26 325 francs pour la reconstruction de l'église. La voûte originelle, couverte de fresques, est cependant perdue. L'édifice est à nouveau consacré par le métropolite Vladimir le 7 septembre 1947. La plaque commémorative apposée par son prédécesseur en 1936, endommagée par les bombardements de 1944, est conservée avec ses stigmates de la guerre et est fixée sur la façade de l'église une nouvelle plaque faisant état de sa nouvelle consécration.
Gravement endommagé, le campanile est refait par les ateliers de la SMN pendant l'été 1949 (maçonnerie et charpente métallique). Les cloches, détruites lors des opérations du Débarquement, sont remplacées. Au nombre de quatre, en fonte, elles sont fondues dans les établissements Cornille-Havard à Villedieu-les-Poêles (Manche) dans la gamme fa (cloche de 80 kg), la (43 kg), do (24kg) et fa (9 kg). La plus grosse est gravée du nom de son donateur, le révérend Robbins W. Barstow, USA et sur les quatre cloches est apposée la croix orthodoxe russe ainsi que la date de leur fabrication.
L'église orthodoxe de Colombelles est inscrite au titre des monuments historiques le 23 juin 1992. Depuis lors, elle participe chaque année aux Journées européennes du patrimoine et s'ouvre au grand public à cette occasion.
Le bulbe fait l'objet en 2006 d'une restauration cofinancée par l'État, le département du Calvados et la commune de Colombelles, avec le concours de la Fondation du patrimoine et l'apport de la communauté orthodoxe . Marèse Drouin, membre de la paroisse, coordonne le projet avec François Pougheol, architecte du patrimoine. 
Une campagne photographique de l'édifice religieux a été réalisée en 2011 par le service de l'inventaire général de la Région Normandie.

### Nouvel essor de la paroisse
Avec le temps, le nombre des fondateurs russes de la paroisse décline fortement. Nombre d'entre eux reposent au cimetière communal mais certains ont quitté la Normandie pour des maisons de retraite russes en région parisienne ou sur la Côte d'Azur. Lorsque le père Vladimir Golunski arrive à Colombelles en 1960, la liturgie réunit encore 30 à 40 fidèles et le chœur compte 10 chanteurs. Des couples des secondes générations, souvent franco-russes, perpétuent la tradition tout en commençant à s'intégrer à leur pays d'accueil. Puis, à partir des années 1980, des orthodoxes français deviennent des fidèles réguliers, venant parfois de loin pour suivre les offices (ce qui est toujours le cas en 2024). Afin d'assurer la cohésion de sa paroisse, le père Vladimir, alors âgé de 80 ans, « fait l'effort d'apprendre à lire le texte de la divine liturgie de saint Jean Chrysostome en français ». Depuis 1994, l'église accueille un nombre croissant d'orthodoxes de différentes nationalités. D'église orthodoxe russe, elle devient église multiethnique avec l'arrivée au début des années 2000 d'une première vague d'orthodoxes venant des pays de l'Est et notamment de Géorgie. Par la suite, l'exception de visa pour les courts séjours instituée en 2017 a fait fortement augmenter le nombre de demandeurs d'asile géorgiens en France. Ces migrants se regroupent à proximité de paroisses orthodoxes, ce qui explique en partie leur venue dans l'agglomération caennaise. Par ailleurs, l'Université de Caen-Normandie qui propose « depuis plus de cinquante ans une des formations les plus complètes de russe dans l’Ouest de la France » développe de longue date une stratégie de coopération internationale qui attire les étudiants orthodoxes de nombreux pays. Elle a aussi mis en place en 2023 des dispositifs en direction des étudiants en exil pour des formations diplômantes. Poursuivant sa tradition d'accueil bienveillant, l'église Saint-Serge-et-Saint-Vigor s'ouvre à ces nouveaux fidèles et voit le profil de sa paroisse rajeunir. Elle garde le français comme langue de liturgie mais la prière du Notre Père est récitée en sept langues et certains chants sont entonnés dans la langue des nouveaux arrivants de la paroisse, notamment le géorgien.
L'église orthodoxe entretient des liens réguliers avec l'église catholique qui se sont renforcés lors de la Bataille de Normandie, puis en 2003 avec le renouvellement de sa dédicace et en 2013 avec le don d'une relique. Cette relation s'épanouit aussi dans le groupe d'étude des Pères de l'Église, qui avait  été initié en 1997, suspendu un temps en 2004 et qui a repris en 2010 dans le cadre de l'institut normand des sciences religieuses en co-animation par le père Nicolas Courtois, prêtre catholique enseignant en patristique et Jean-Marie Gourvil, orthodoxe normand de la paroisse colombelloise, auteur de publications sur la spiritualité orthodoxe.

## Langue de liturgie
Jusqu'aux années 1970, les offices sont célébrés en slavon. Mais progressivement des liturgies en langue française y sont célébrées à partir de 1978 du fait du renouvellement de la communauté orthodoxe et pour permettre aux descendants des fondateurs qui ne pratiquaient pas le russe de suivre les offices et de s'intégrer à la paroisse. Deux membres de la communauté, Elie et Nathalie Korotkoff, jouent un rôle important dans ce passage du slavon au français grâce à leurs traductions reprises dans de nombreuses paroisses en France et la formation de choristes. La paroisse de Colombelles devient tout à fait francophone en 1994 lors de l'arrivée d'un recteur de culture française et d'ascendance en partie normande, le P. René Dorenlot.

## Renouvellement de la dédicace
En 2003, la communauté orthodoxe demande à l'évêque catholique de Bayeux de placer l'église sous le patronage d'un saint normand, Vigor de Bayeux, à côté de saint Serge, en signe d'intégration et pour rappeler la filiation de l'Eglise orthodoxe avec le christianisme du premier millénaire (avant le Schisme) .
Le 14 décembre 2013, la communauté orthodoxe de Colombelles reçoit de l'évêque de Bayeux une relique du saint normand au cours d'une cérémonie dans l'église catholique de Saint-Vigor-le-Grand .

## Rattachement canonique
Concernant son rattachement canonique, la paroisse était pendant des décennies sous l'autorité de l'archevêché des églises orthodoxes russes en Europe occidentale, celui-ci étant jusqu'en 2019 sous la juridiction du patriarcat œcuménique de Constantinople (obédience exercée par l'intermédiaire de la métropole orthodoxe grecque de France). À cette date, la paroisse accepte de suivre la décision de monseigneur Jean Renneteau qui décide de rattacher son archevêché au patriarcat de Moscou. Mais, au printemps 2022, notamment après les déclarations du patriarche Cyrille de Moscou justifiant l'invasion de l'Ukraine par la Russie, la paroisse réunie en assemblée générale extraordinaire vote pour un retour de la communauté sous l'autorité du patriarche de Constantinople, en rejoignant — comme l'ont déjà fait d'autres — le vicariat Sainte-Marie-de-Paris-et-Saint-Alexis-d'Ugine, une nouvelle structure regroupant les paroisses de tradition russe auprès de la métropole orthodoxe grecque de France.
La paroisse a reçu le 22 septembre 2022 une première visite pastorale du métropolite Dimitrios de France, accompagné du vicaire épiscopal, le père Alexis Struve. Une seconde visite pastorale a eu lieu le 29 septembre 2024 au cours de laquelle le métropolite Dimitrios a ordonné deux nouveaux lecteurs pour la paroisse.

## Description

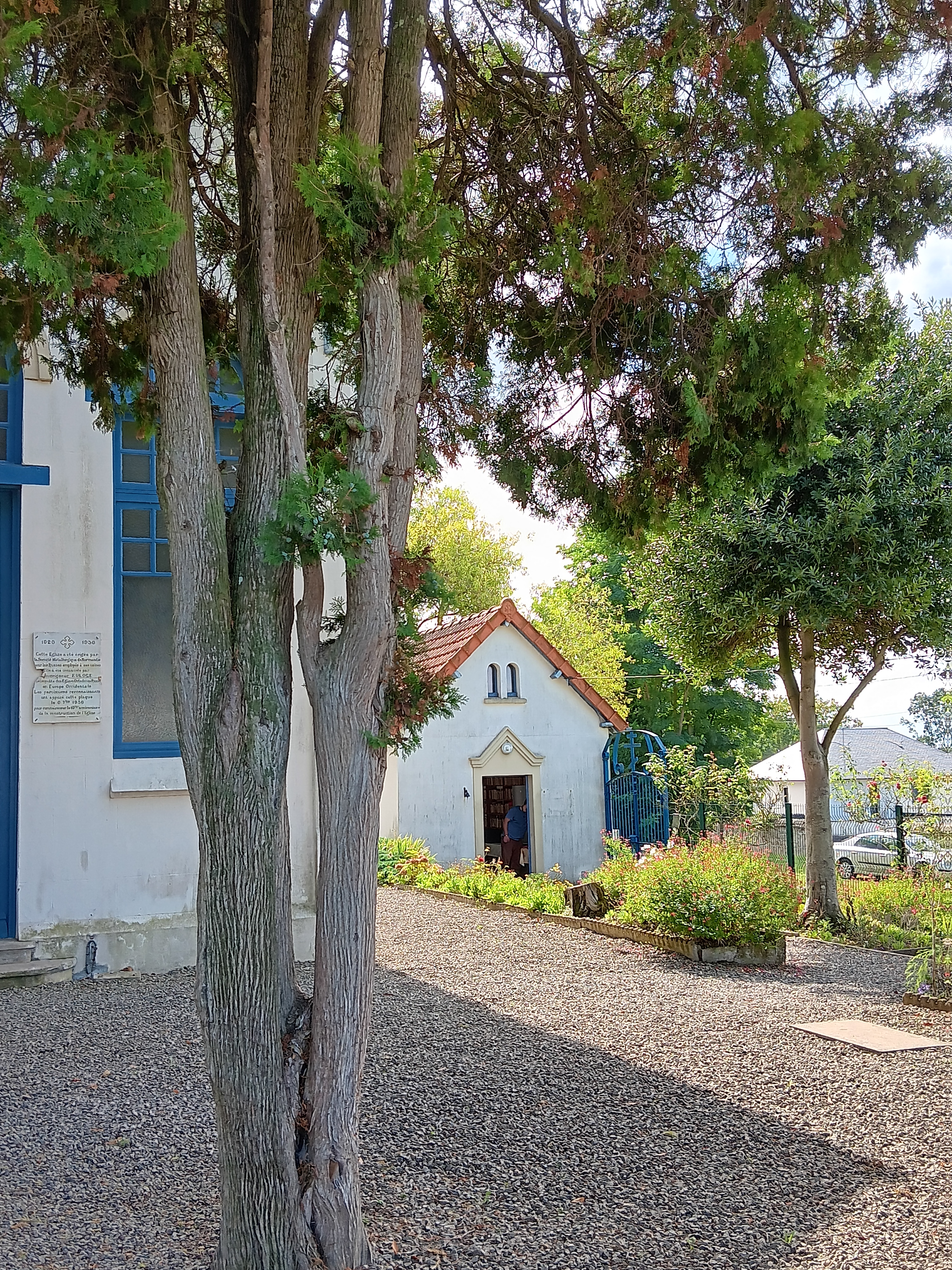
La maison paroissiale, en léger contrebas de l'église (2024)

L'Église s'inscrit dans un complexe qui comprend, outre l'édifice religieux, et perpendiculairement à lui, un clocher séparé et posé sur un bâtiment bas de section rectangulaire construit en 1934 et abritant de nos jours la bibliothèque des ouvrages écrits en français ainsi qu'une maison paroissiale construite en 1936 dans l'enclos paroissial où se trouve actuellement la bibliothèque des ouvrages écrits en russe.
La toiture à deux pans de l'église est surmontée d'un bulbe en forme d'oignon, en cuivre, typique de l'architecture religieuse baroque des pays slaves, qui se trouve couronné d'une croix à double croisillon.
De plan rectangulaire, l'édifice est éclairé par trois baies en façade, deux d'entre elles flanquant la porte à deux battants peinte en bleu clair et dont les panneaux de bois centraux s'ornent d'une croix orthodoxe russe, la troisième, un oculus, se situant au-dessus ainsi que par trois baies sur les murs gouttereaux, le mur de chevet du sanctuaire étant aveugle. De part et d'autre de la porte ont été apposées les plaques commémoratives du 10e anniversaire de la fondation de la paroisse (à droite en entrant) et de la seconde consécration de l'église, en 1947, après sa reconstruction (à gauche en entrant). Au-dessus de la porte se trouve une icône de saint Serge de Radonège protégée des intempéries par un vitrage.  
À l'intérieur de l'église, une iconostase en bois sépare la nef du sanctuaire proprement dit, où les célébrants officient, cachés des fidèles et du clergé non célébrant. L'icône de la Cène qui surmonte les portes royales a été peinte à l'origine par Sergueïev et restaurée par lui en 1945. Quatre des grandes icônes de l'iconostase, qui avaient été complètement détruites par les bombardements alliés, ont été repeintes par cet artiste : il s'agit des icônes du Sauveur, de la Mère de Dieu et des archanges Michel et Gabriel. En 1999, les parois de l'iconostase sont repeintes. Selon le descriptif publié en 2019 par Nicolas Ross, elles sont complétées par les icônes de saint Jean Chrysostome, saint Mitrophane de Voronej et saint Séraphin de Sarov.
Les murs de la nef sont recouverts d'icônes peintes par Fostov et Khvostov[à vérifier]. Les icônes dont  le programme « est influencé par chacune des régions de provenance des émigrés » sont du modèle de celles présentes à l'Institut de théologie orthodoxe Saint-Serge ou à l'Église Notre-Dame-de-la-Dormition de Sainte-Geneviève-des-Bois. En 2003, lorsque l'église se met sous la protection d'un second patron, une iconographe vivant en Bretagne mais paroissienne de Colombelles, Brigitte Gamichon, peint les icônes des deux saints de l'église, saint Serge et saint Vigor. Dans les années 2010, de nouvelles icônes sont venues embellir l'église, peintes par l'artiste iconographe Georges Farias, paroissien de Saint-Serge et Saint-Vigor depuis l'installation de son atelier à Bayeux. Toujours selon le descriptif de 2019, sur la partie basse du mur Est se trouvent successivement, du sanctuaire jusqu'à la porte d'entrée : le grand-prince Vladimir, saint Méthode, sainte Tatiana, sainte Néonille (martyre), saint Tryphon de Viatka, saints Zossima et Savvati des Solovski, sainte Olga, sainte Lydie, sainte Valentine de Gaza et le grand-prince Gleb. S'alignent, dans le même sens, sur le mur Ouest : le saint patriarche de Moscou Hermogène, sainte Nathalie de Nicomédie (épouse de saint Adrien), sainte Barbara, sainte Catherine, saint Michel Archange, saint Nicolas de Myre, le prince de Moscou Daniel, saint Dimitri de Thessalonique, saint Basilisque de Comane et sainte Tatiana.
L'iconostase est percée en son centre par une porte à double battant, appelée portes royales, qui ouvre sur le sanctuaire. Ces battants, grillagés, qui s'élèvent à peu près aux deux-tiers de la hauteur de l'iconostase, laissent voir l'autel central et au-dessus, accrochée au mur de chevet, une icône du Christ en gloire. La double porte est surmontée d'un fronton triangulaire dans lequel s'inscrit la représentation de la Cène et se trouve encadrée de fines colonnettes peintes en blanc et baguées or. De part et d'autre, des colonnettes similaires scandent la paroi de l'iconostase en trois panneaux pleins dont le panneau central constitue une porte latérale simple : à gauche, la porte des diacres (qui affiche Mitrophane) et à droite, la porte des anges (qui affiche Jean Chrysostome). Les portes royales sont réservées à l'accès de l'officiant et les portes secondaires à l'accès des autres servants du culte.
Comme dans toute église russe orthodoxe, la nef, qui est voutée en berceau à Colombelles, est un espace libre, les fidèles se tenant debout lors des prières et des offices. Néanmoins, deux bancs longent les murs gouttereaux pour les personnes âgées ou à mobilité réduite. Entre la nef et le sanctuaire, face à l'iconostase, se trouve la solea, espace surélevé de deux marches. Toujours en fond de nef, les deux espaces réservés aux autorités civiles (à gauche) et à l'évêque (à droite) sont eux aussi surélevés et de plus délimités par une balustrade. Le mobilier de l'église comprend notamment dans la nef des tables d'offrandes pour les cierges et des analogions pour la vénération des icônes ou la lecture de l'Évangile. La nef est éclairée par un lustre de 24 cierges en bronze et en cristal de roche.

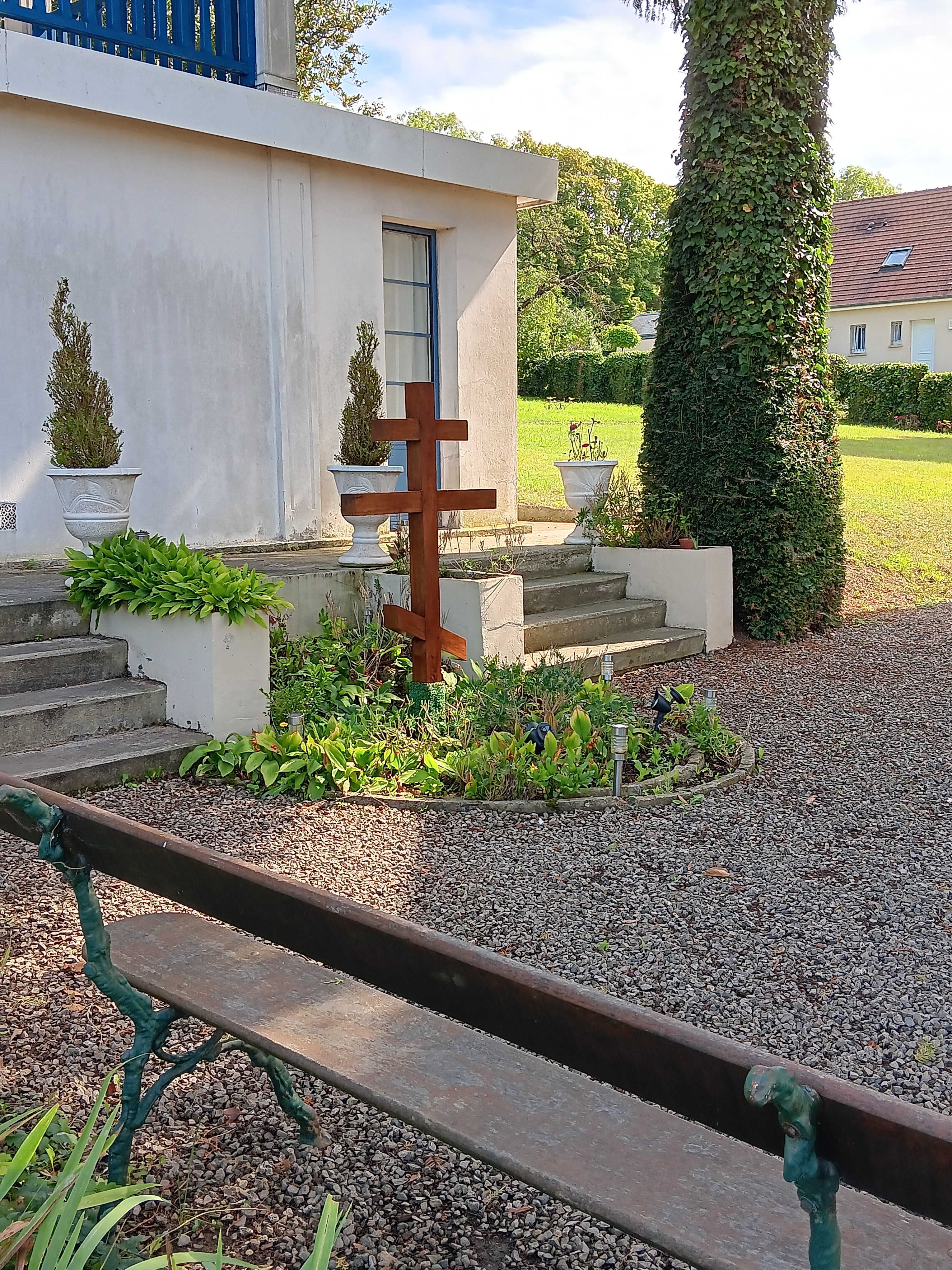
Vestiges de la vasque de l'ancienne fontaine, au pied du campanile.

L'enclos paroissial n'abrite pas de cimetière. Les Russes inhumés à Colombelles reposent soit dans l'ancien cimetière de l'église catholique Saint-Martin, toute proche, soit et à partir de 1938, dans le cimetière communal, rue Jules Guesde. L'enclos est un jardin que le chanoine Bernard décrit en 1933. « Le terrain entourant l'église, séparé des champs voisins par des clôtures métalliques, paraît soigné avec un particulier amour. De frais gazons, des allées bien ratissées, des massifs de fleurs, voire même une vasque, près du portail, d'où s'élève un jet d'eau, donnent à cet enclos une note de joyeuse et reposante tranquillité ». L'enclos n'a plus de fontaine mais ses allées et parterres ainsi que tous les bâtiments sont entretenus par le président/marguillier de la paroisse, Dimitry Miniejew et les jeunes paroissiens, notamment géorgiens.

## Propriété
L'église, ses bâtiments annexes, le terrain sur lequel ils sont construits appartiennent à la SMN jusqu'en 1987. L'usine sidérurgique assure de plus les frais d'entretien des édifices, les charges en eau et électricité ainsi que le paiement des taxes foncière et d'habitation. Après avoir confié leur gestion pendant un temps à une société dédiée, la SMN décide en 1986 de les céder pour un montant symbolique. Les paroissiens constituent alors une association loi 1901 pour acquérir l'ensemble et en assurer l'entretien : l'association orthodoxe Saint-Serge. Elle achète le complexe le 16 mai 1987. Par la suite, le conseil paroissial qui n'a pas de statut juridique, fusionne avec cette association pour devenir une association cultuelle dont le président devient de facto le marguillier de la paroisse.

## Liste des recteurs
| Nom                | date d'arrivée    | date de départ    | commentaire |
| ------------------ | ----------------- | ----------------- | --- |
| Dimitri TroÏtski   | 22 septembre 1926 | 11 juin 1927      | relevé de ses fonctions à la demande des paroissiens. |
| Iakov Ktitarev     | 1er août 1927     | 1er octobre 1928  | nommé recteur de l'église Saint-Nicolas-le-Thaumaturge de Boulogne-Billancourt. |
| Mikhaïl Sokolov    | 14 octobre 1928   | 15 décembre 1942  | nommé recteur de l'église Saint-Séraphin-de-Sarov de Paris par le métropolite Euloge |
| Pavel (Golychev)   | 15 décembre 1942  | 1er août 1946     | Membre actif de l'Union des patriotes soviétiques, il retournera en URSS en 1947 et sera consacré évêque dix ans après, d'abord à Perm (renommé Molotov!) puis à Astrakhan en 1960, élevé au rang d'archevêque en 1964 à Novossibirsk puis à Vologda en 1972. Mis à la retraite d'office pour « non -respect des normes canoniques, comportement intolérable et incapacité à diriger la vie religieuse » en octobre de la même année, il est autorisé fin 1972 à retourner en France mais avec la bénédiction de Mgr Georges Tarassow il s'installe à Bruxelles où il officie jusqu'à sa mort à l'église Saint-Panteleïmon-et-Saint-Nicolas, ancienne paroisse de cet évêque. |
| Élie Mélia         | 1er août 1946     | 16 septembre 1949 | Il en fut adjoint au recteur d'avril 1945 au 1er juillet 1946, puis recteur provisoire pendant le mois de juillet 1946, avant d'en être le recteur en titre. |
| Dimitri Khvostov   | 19 septembre 1949 | 2 septembre 1956  | en tant qu'ancien combattant de l'Armée française, appelé au poste d'aumônier orthodoxe militaire en Algérie. |
| Ioann Matsi        | 10 juillet 1957   | 16 mai 1960       | de nationalité finlandaise, ex-détenu du Goulag. |
| Vladimir Golounski | 19 mai 1960       | 17 septembre 1994 | Meurt à Colombelles durant son mandat à l'âge de 90 ans, dernier recteur de langue russe. Une rue toute proche de l'église orthodoxe porte désormais son nom en hommage à ses plus de trente années au service de la paroisse. |
| René Dorenlot      | septembre 1994    | août 2002         | départ à la retraite à l'âge de 80 ans. |
| Pierre Argouet     | septembre 2002    | septembre 2017    | archiprêtre. |
| Jean Drancourt     | septembre 2017    | en cours          | ancien fidèle de la paroisse dont il a été diacre pendant 16 ans avant d'être ordonné prêtre. |

## Liste des marguilliers
| Nom                   | Date de prise de fonction | Date de fin de fonction | commentaire |
| --------------------- | ------------------------- | ----------------------- | --- |
| NilolaÏ Grigoriev     | 17 octobre 1926           | 26 juin 1927            | ingénieur en Russie et à la SMN, président du Comité paroissial provisoire de la colonie russe de la ville de Caen.                                |
| Mikhaïl Slepouchkine  | 26 juin 1927              | 1er octobre 1928        | ancien chef d'escadron dans l'armée de l'hetman d'Ukraine.                                                                                         |
| Alexandre Strelnik    | 2 décembre 1928           | 23 mars 1930            | adjoint au responsable de la « cantine russe » de Colombelles.                                                                                     |
| Vassili Iatroubetski  | 23 mars 1930              | 20 mai 1934             | capitaine en second du régiment Kornilov, ancien de Gallipoli, président de la section de Colombelles de l'Union des Anciens de Gallipoli.         |
| Dimitri Chirotchinski | 20 mai 1934               | 8 juin 1941             | cornette, ancien de Gallipoli. |
| Foti ManouÏlov        | 8 juin 1941               | 27 mai 1945             | |
| Alexeï Tchernobaïev   | 27 mai 1945               | 2 juin 1947             | sous-lieutenant cosaque du Terek. |
| Emelian Tsygankov     | 2 juin 1947               | 18 février 1948         | intérimaire du 2 juin 1947 au 28 février 1948. |
| Gueorgui Bakhalov     | 29 février 1948           | juillet 1953            | sous-lieutenant, ancien de Gallipoli, consacré lecteur en 1929 par le métropolite Euloge.                                                          |
| Alexandre Arestov     | juillet 1953              | décembre 1973           | |
| Elie Korotkoff        | décembre 1973             | mars 1986               | |
| Dimitry Miniejew      | mars 1986                 | en cours                | Trésorier de la paroisse de décembre 1973 à mars 1986. Président de l'Association orthodoxe Saint-Serge et Saint-Vigor depuis sa création en 1986. |

## Galerie

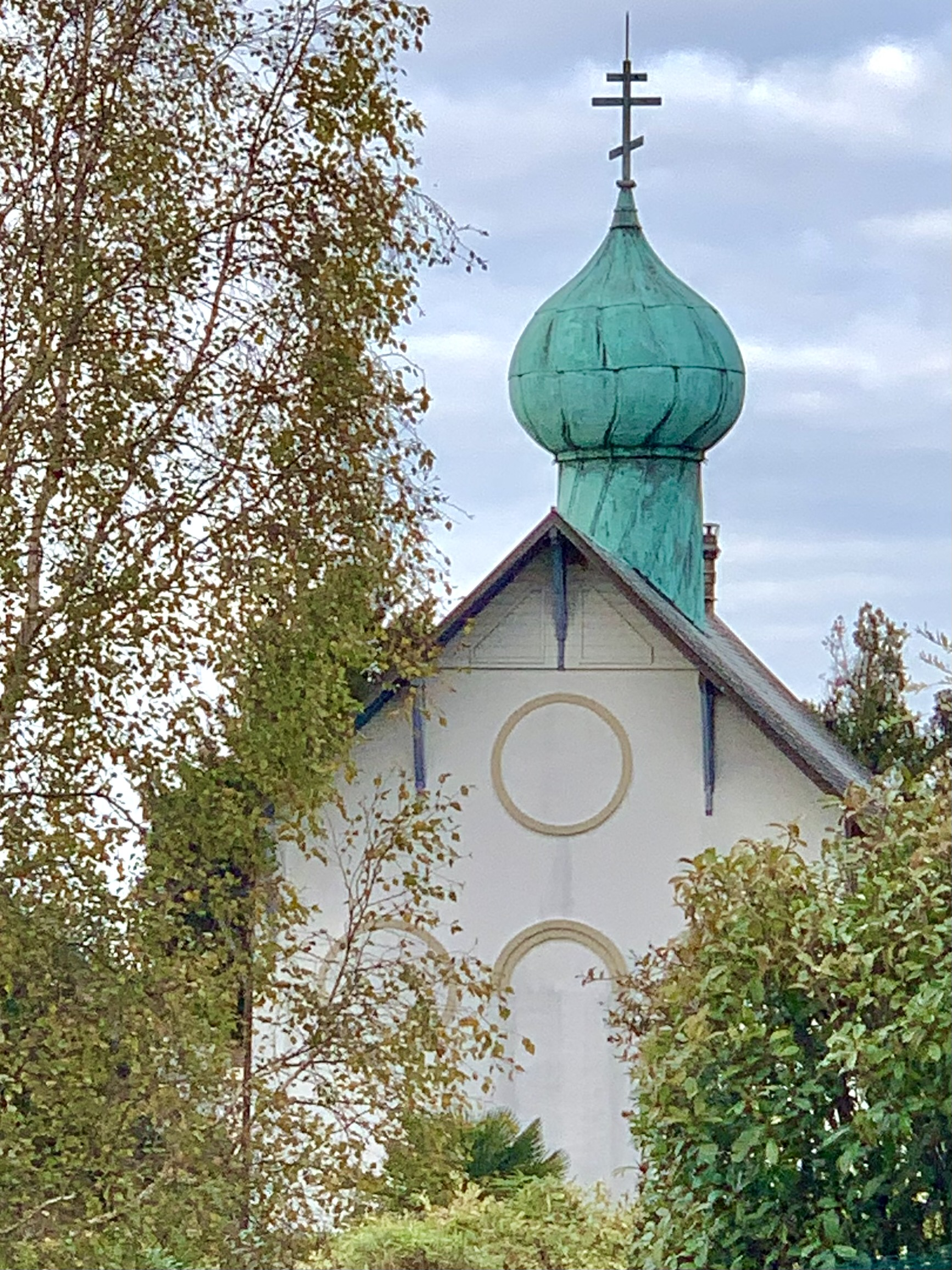
Pignon sud de l'église Saint-Serge-et-Saint-Vigor de Colombelles.
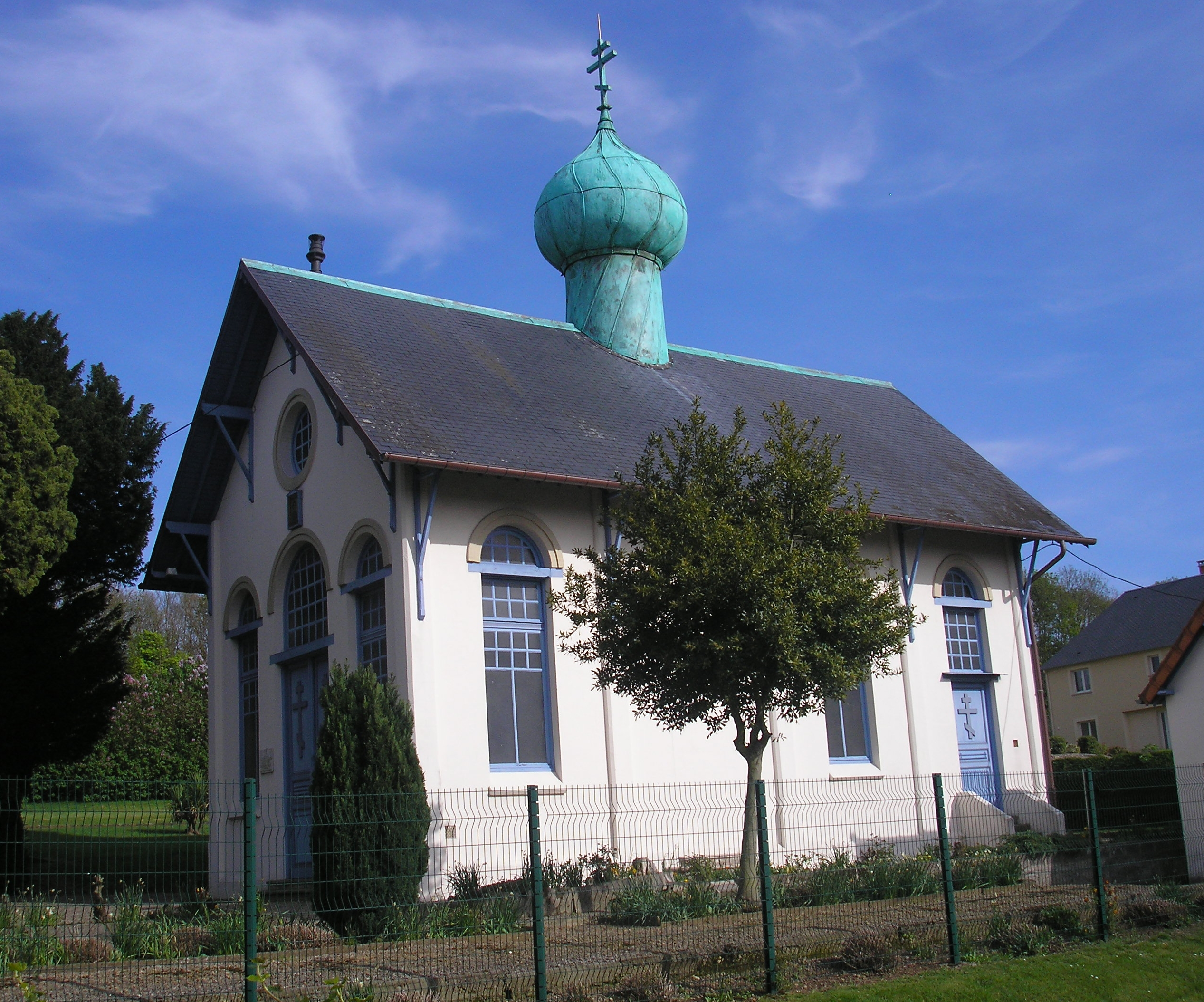
Côté est de l'église Saint-Serge-et-Saint-Vigor.
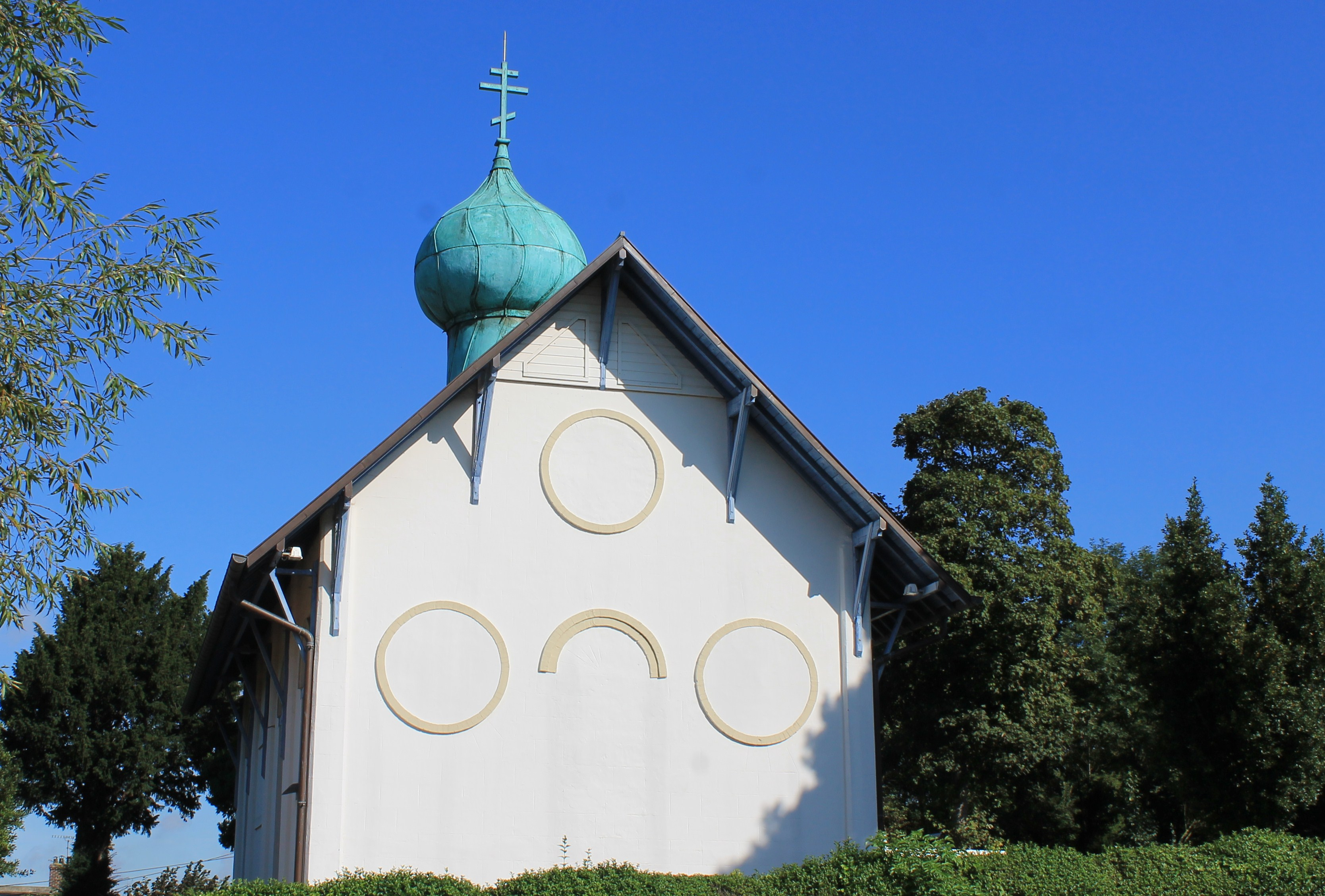
Pignon sud de l'église Saint-Serge-et-Saint-Vigor.
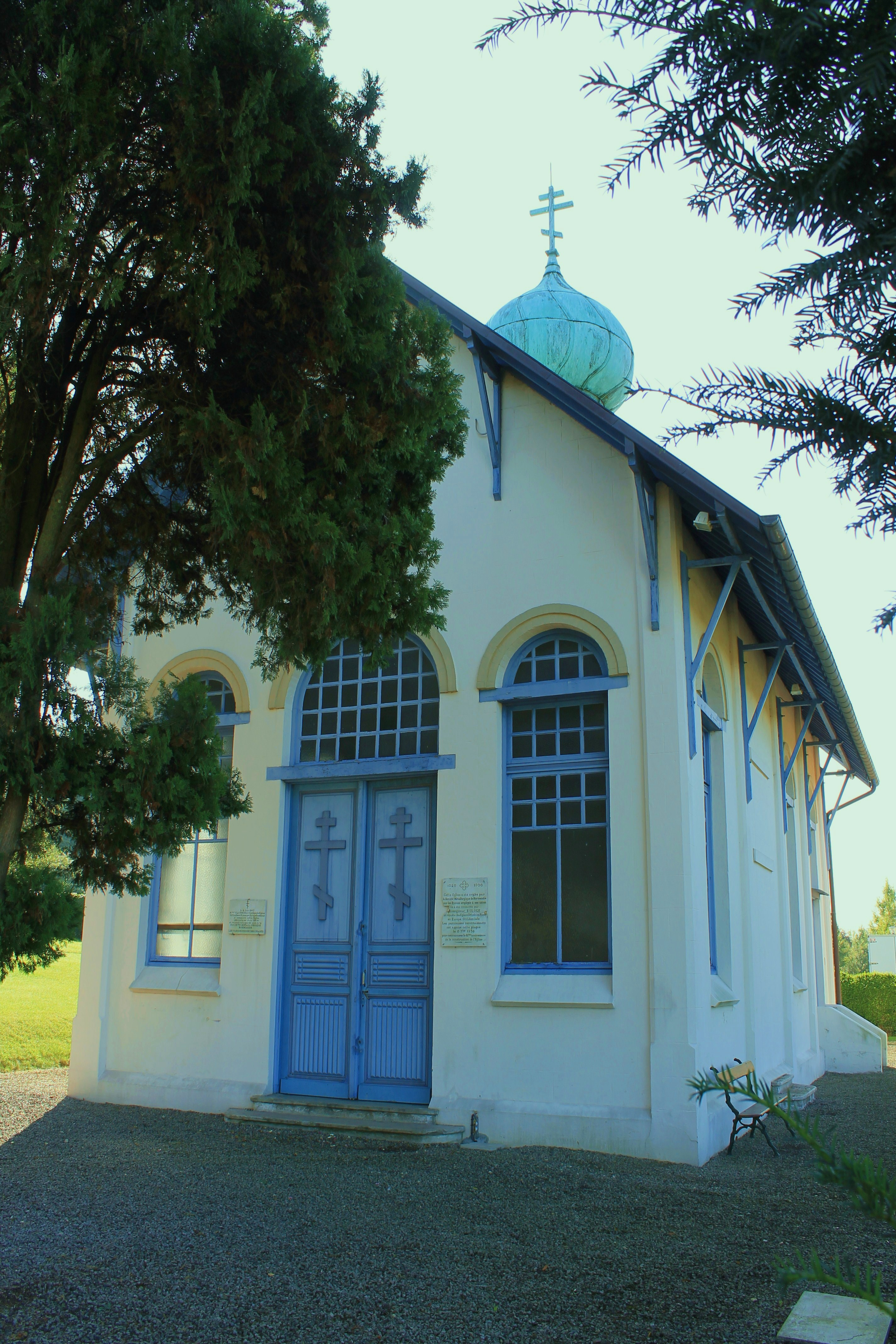
Entrée de l'église Saint-Serge-et-Saint-Vigor, côté nord.
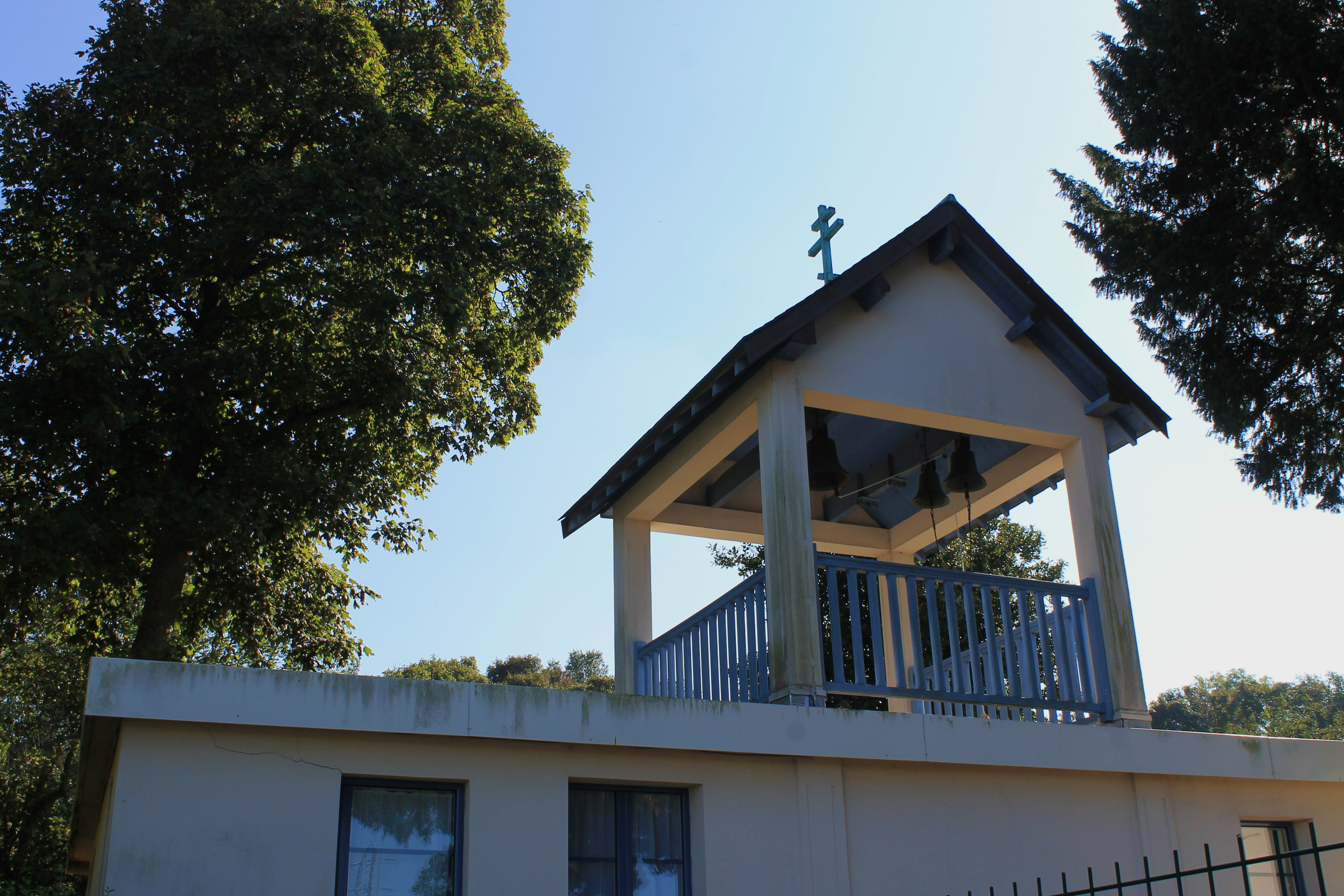
Campanile abritant les cloches de l'église orthodoxe Saint-Serge de Colombelles.